# Speyeria callippe
Speyeria callippe är en fjärilsart som beskrevs av Jean Baptiste Boisduval 1852. Speyeria callippe ingår i släktet Speyeria och familjen praktfjärilar. Inga underarter finns listade i Catalogue of Life.

## Bildgalleri

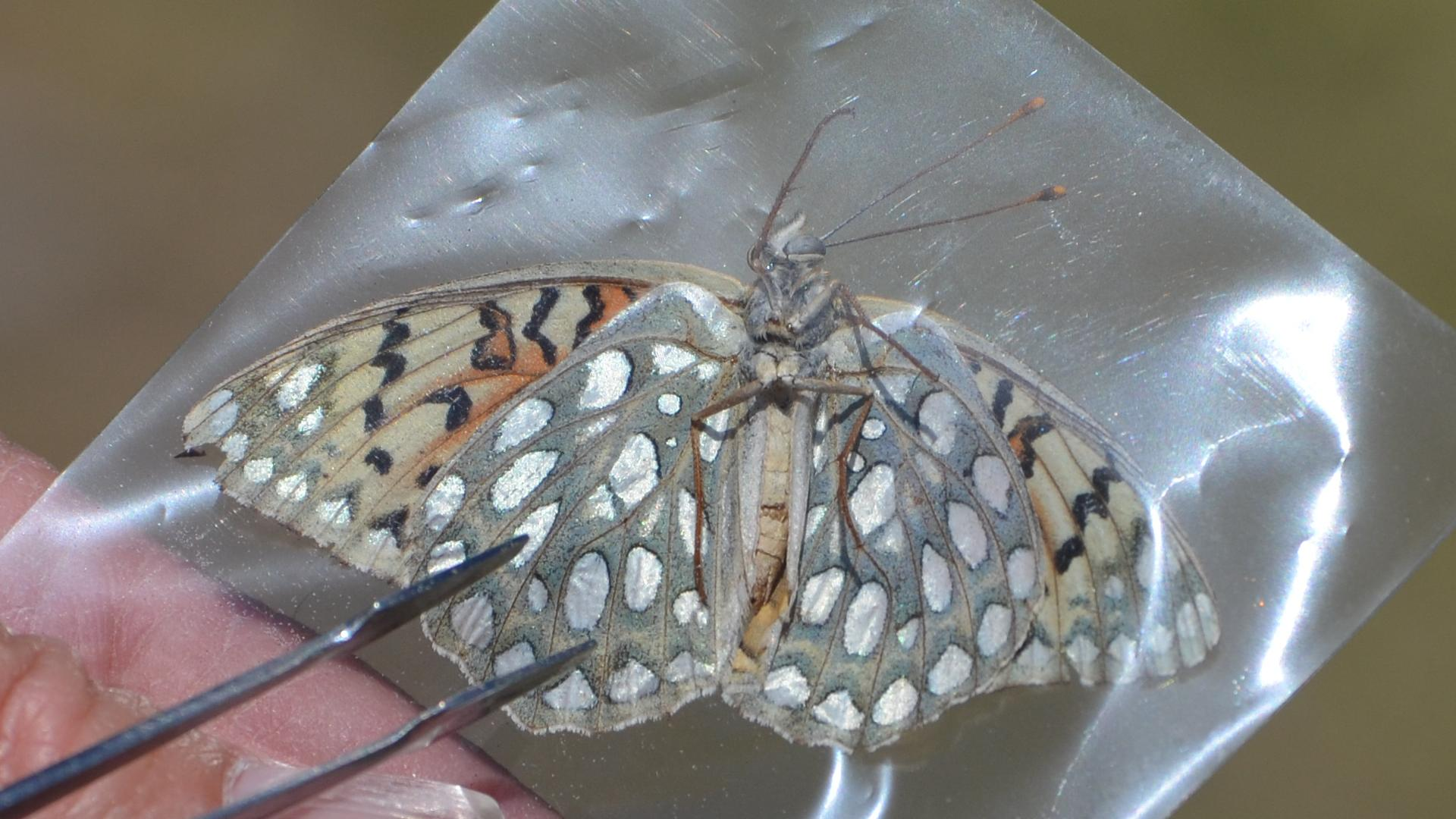
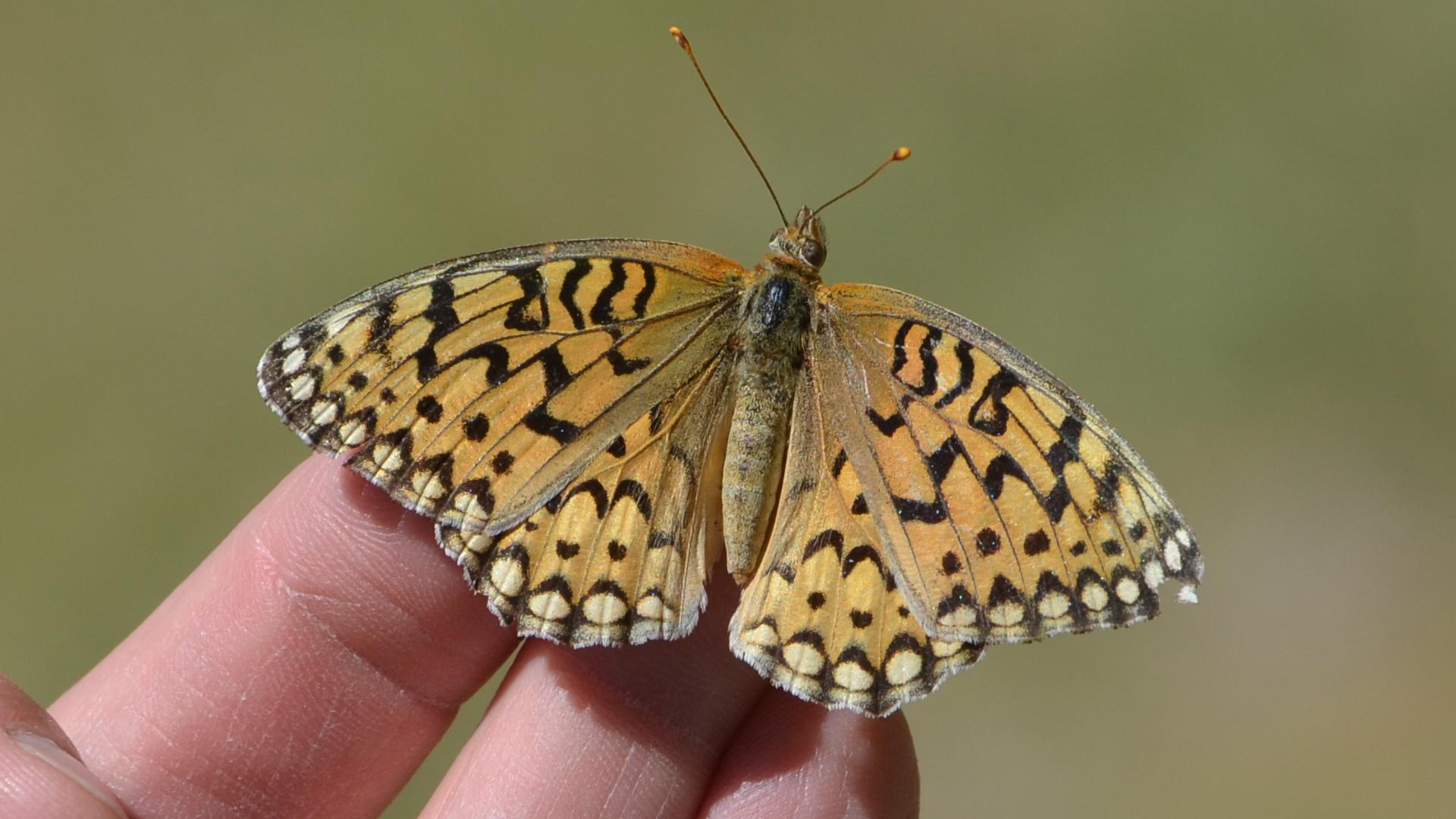
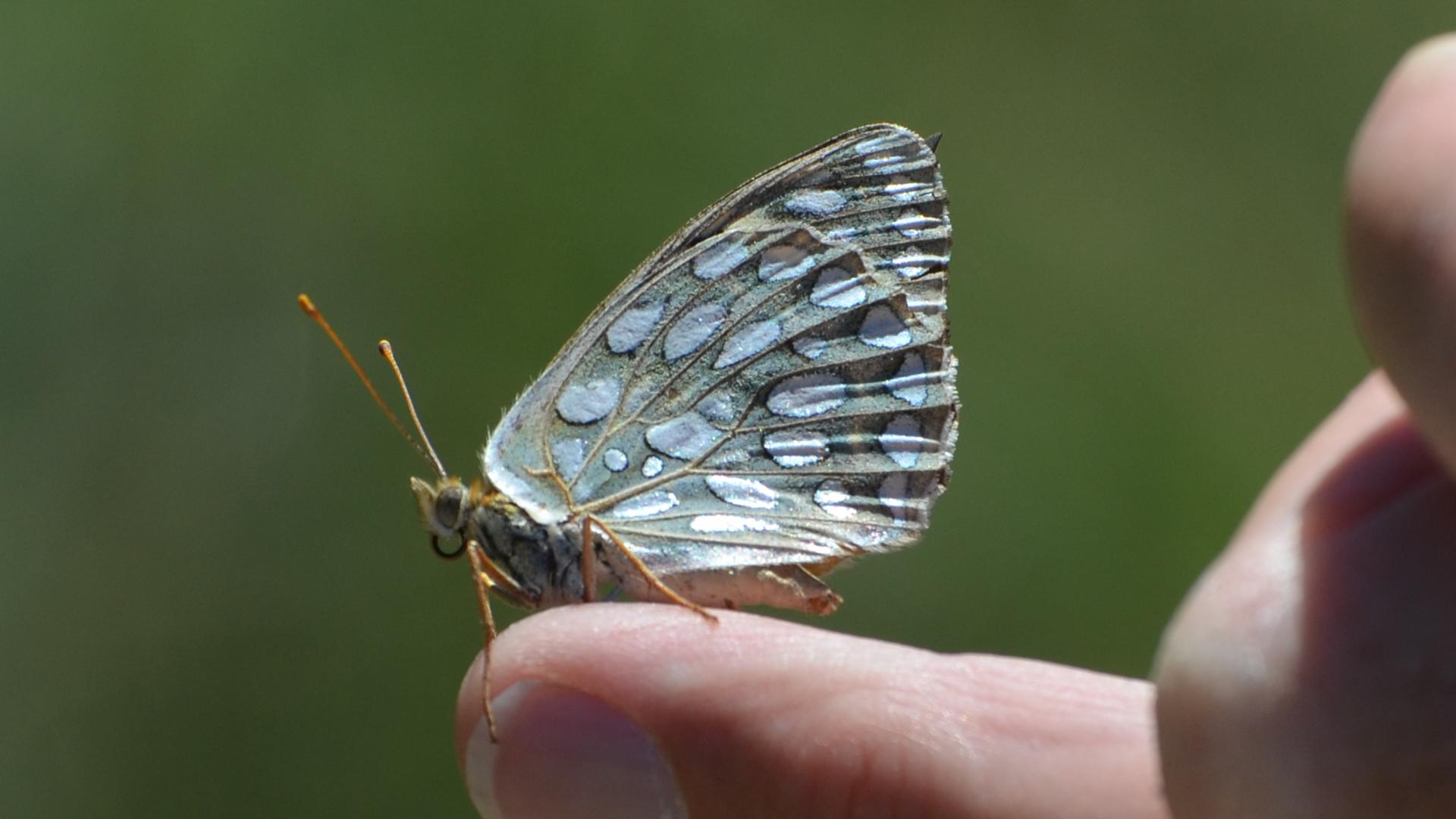
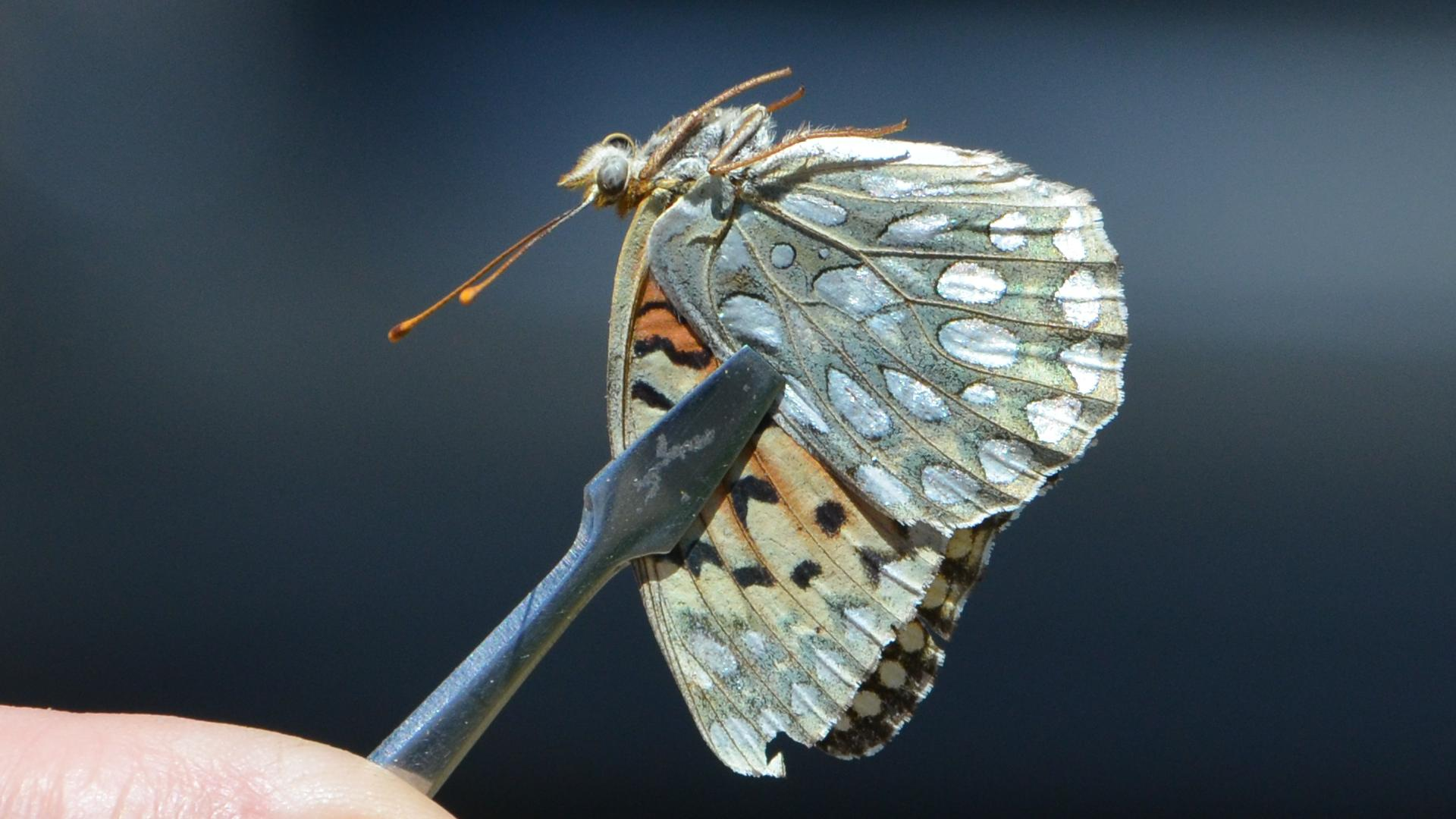
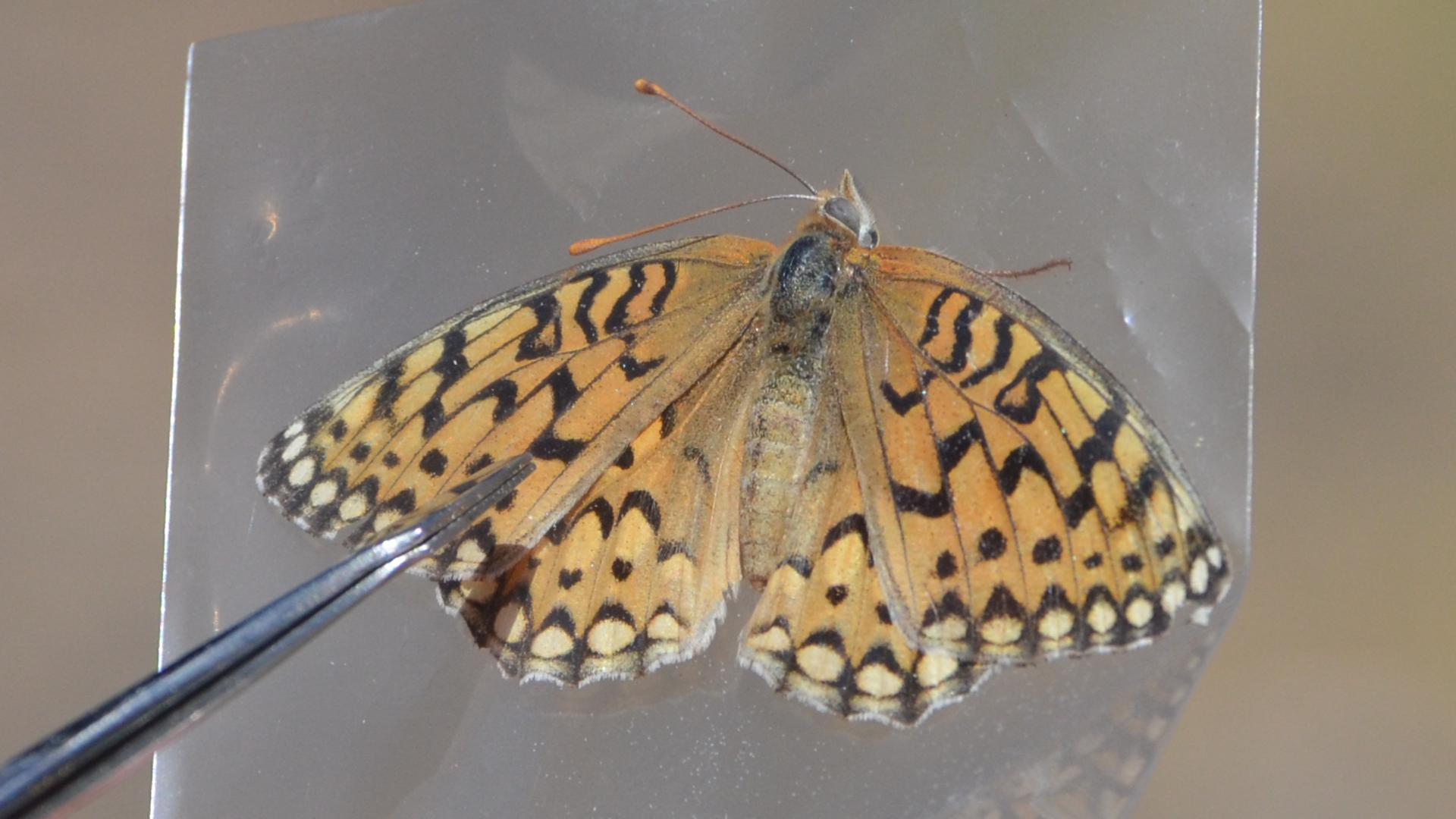